# Dorymyrmex steigeri
Dorymyrmex steigeri é uma espécie de formiga do gênero Dorymyrmex.